# Aglaia rubrivenia
Espèce
Statut de conservation UICN

 VU A1c : Vulnérable
Aglaia rubrivenia est une espèce de plantes à fleurs de la famille des Meliaceae. On la trouve en Papouasie-Nouvelle-Guinée et aux Îles Salomon.

## Publication originale
- Journal of the Arnold Arboretum 21(3): 318–319. 1940[1940].